# Chris Minh Doky

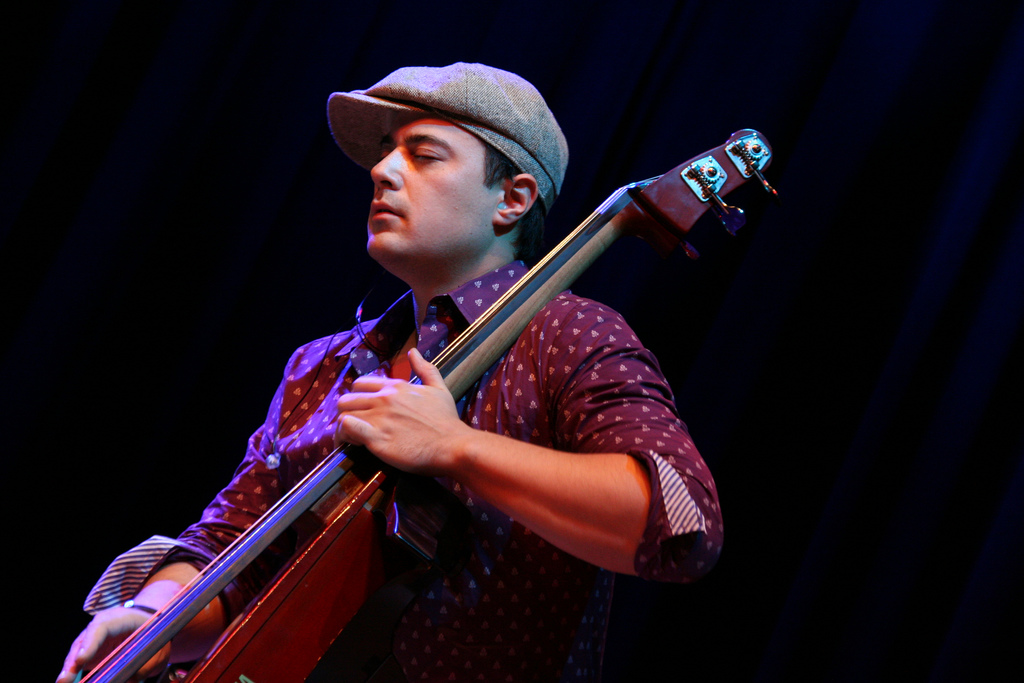
Chris Minh Doky live in Dudelange 2008

Chris Minh Doky (* 7. Februar 1969 in Kopenhagen) ist ein dänischer Jazz-Bassist.

## Leben und Wirken
Der Sohn einer dänischen Pop-Sängerin und eines vietnamesischen Arztes und Gitarristen und Bruder des Jazzpianisten Niels Lan Doky erhielt bereits im Alter von sechs Jahren Klavierunterricht. Er besuchte das Det Kongelige Danske Musikkonservatorium, wo er als Kontrabassist mehrere Preise erhielt. Im Alter von fünfzehn Jahren wechselte er zum elektrischen Bass.
1989 ging Doky nach New York, wo er zunächst mit jungen Musikern wie Kevin Heyes, Ben Perowsky, Joey Calderazzo, Curtis Stigers und Larry Goldings auftrat und dann Bassist von Mike Stern wurde. Daneben arbeitete er auch mit Ryūichi Sakamoto, Trilok Gurtu, Randy Brecker, David Sylvian, David Sanborn, Bill Evans und Kirk Whalum.
Nachdem er bereits 1989 einen Vertrag beim Label Storyville Records hatte, wo er drei Alben herausbrachte, ist er seit 1995 bei Blue Note Records unter Vertrag. Mit seinem Bruder leitete er die Gruppe Doky Brothers. Tom Lord zufolge war er zwischen 1989 und 2015 an 70 Aufnahmesitzungen für Tonträger beteiligt.
Mit seinem Bruder Niels erhielt er 2008 den Ben Webster Prize.

## Diskographische Hinweise
- Appreciation mit Thomas Clausen, Ben Perowsky, Larry Schneider, 1989
- The Sequel mit Niels Lan Doky, Bill Evans, Adam Nussbaum, Ulf Wakenius, 1990
- Letters mit Randy Brecker, Chris Minh Doky, Adam Nussbaum, 1991
- Minh mit Jim Beard, Michael Bland, Michael Brecker, Randy Brecker, Hiram Bullock, Joey Calderazzo, Joe Caro, David Gilmore, Larry Goldings, Lalah Hathaway, Lasse Janson, Norbert Lucarain, Adam Nussbaum, Chris Parks, Ricky Peterson, Dianne Reeves, Alex Riel, David Sanborn, Vivian Sessoms, Mike Stern, Lenny White, Louis Winsberg, 1998
- Doky Brothers mit Niels Lan Doky, Alex Riel, Klaus Suonsaari, Anders Mogensen, Ulf Wakenius, Curtis Stigers, Deborah Brown, Michael Brecker, Randy Brecker, Frank Stangerup, 1995
- Doky Brothers 2 mit Niels Lan Doky, Al Jarreau, Sanne Salomonsen, Gino Vannelli, Dianne Reeves, Toots Thielemans, John Scofield, Louis Winsberg, David Sanborn, Bill Evans, Randy Brecker, Terri Lyne Carrington, Jeff Tain Watts, Axel Riel, Anders Mogensen, Jeff Boudreaux, Mitch Forman, Trilok Gurtu, Xavier Dessandre Navarre, Dany Munyongo Jackson, Randy Cannon, Sharon Full, Chris Parks, Paul Mazzio, Joyce Imbesi, 1996
- Listen Up! mit Katreese Barnes, Randy Brecker, Chris Minh Doky, Kenny Garrett, Larry Goldings, Makoto Ozone, Clarence Penn, Adam Rogers, John Scofield, George Whitty, Louis Winsberg, 2000
- Chris Minh Doky 2002
- Cinematique mit Jeff Tain Watts, Bill Stewart, Clarence Penn, Joey Calderazzo, Larry Goldings, Makoto Ozone, Toots Thielemans, Biréli Lagrène, 2003
- Nomad Diaries (EMI, 2008)
- Scenes from a Dream (Red Dot, 2010)
- New Nordic Jazz (Red Dot, 2015)
- Transparency (Red Dot, 2018)

## DVDs
- On bass, Dokumentation, 1995
- Every Breath You Take, Musikvideo, 1998
- Upright Bass Techniques, 2004
- If I Run, Musikvideo, 2007
- Minh, Dokumentation, 2007